# Esquemas de los Estados Unidos

El siguiente esquema  proporciona una descripción general y una guía temática de los Estados Unidos de América:

## Referencia general

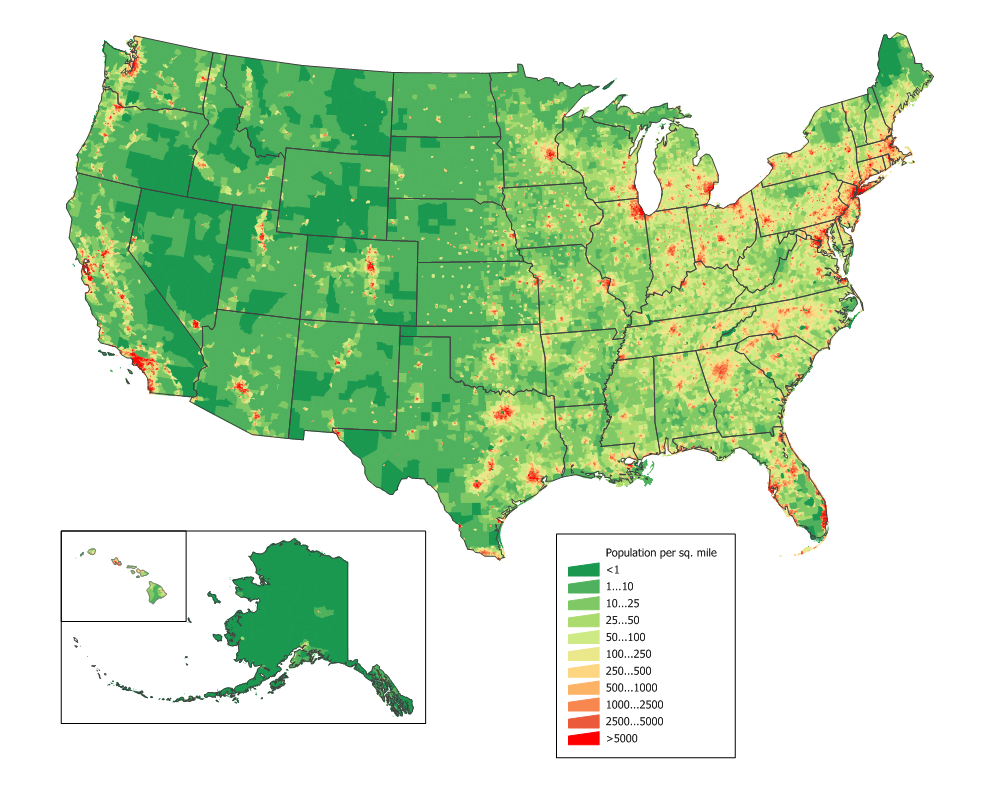
Un mapa ampliable de los Estados Unidos que muestra la densidad de población en 2010

- Pronunciación: pronunciación en inglés: /j ʊ ˌ n aɪ . t ɪ d S t eɪ t s/
- Abreviatura : EE. UU.; EUA; USA o US.
- Nombre común del país en inglés: United States
- Nombre oficial del país en inglés: United States of America
- Endónimos comunes: U.S.A., U.S., América
- Endónimo oficial: United States of America (Estados Unidos de América)
- Exónimos comunes: Estados Unidos; América o The States (principalmente británicos/Commonwealth ); América del Norte (principalmente América Latina)
- Adjetivos : Estados Unidos, Americano
- Genticilios : estadounidense (entre otros )
- Etimología
- Rankings internacionales de los Estados Unidos
- Códigos de país ISO : EE. UU., EE. UU., 840
- Códigos de región ISO : consulte ISO 3166-2: EE. UU.
- Dominio de nivel superior del código de país de Internet: .us, .com, .org, .net, .gov, .edu

## Geografía de los Estados Unidos

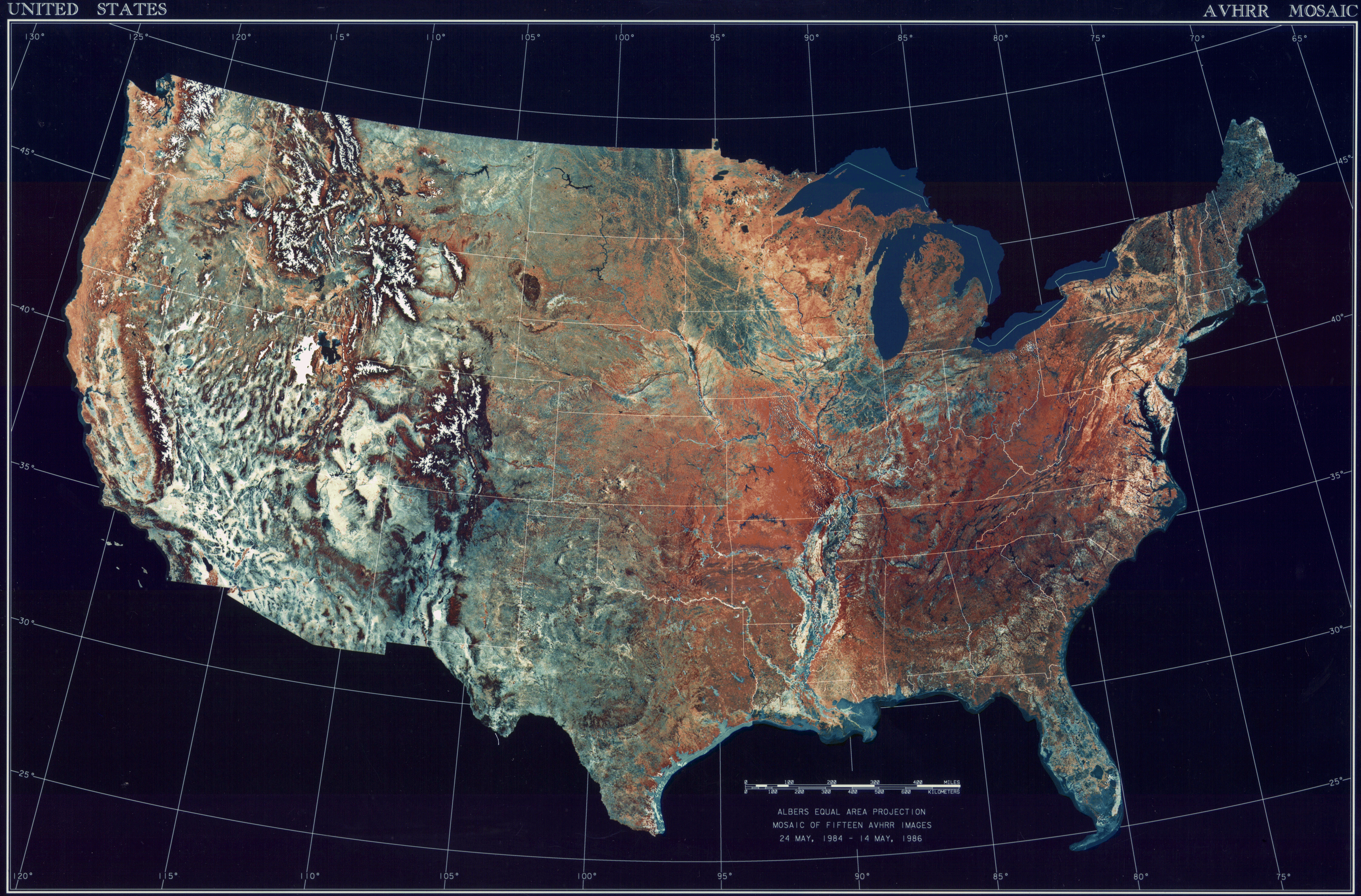
Un mapa topográfico ampliable de los Estados Unidos contiguos.

- Estados Unidos es: un país megadiverso
- Ubicación  50 estados): 
  - Hemisferio Norte y Hemisferio Occidental (excepto las Islas Aleutianas occidentales) 
    - Américas
      - Norteamérica
        - América del norte

    - Oceanía
      - Polinesia

  - Zonas horarias : 
    - Hora estándar del Atlántico (UTC-04), hora de verano del Atlántico (UTC-03) (Puerto Rico y las Islas Vírgenes de los Estados Unidos)
    - Hora estándar del este (UTC-05), hora de verano del este (UTC-04)
    - Hora estándar central (UTC-06), hora de verano central (UTC-05)
    - Hora estándar de la montaña (UTC-07), Hora de verano de la montaña (UTC-06)
    - Hora estándar del Pacífico (UTC-08), hora de verano del Pacífico (UTC-07)
    - Hora estándar de Alaska (UTC-09), hora de verano de Alaska (UTC-08)
    - Hora estándar de Hawái-Aleutiano (UTC-10), Hora de verano de Hawái-Aleutiano (UTC-09)

  - Puntos extremos de los Estados Unidos: 
    - Norte: Point Barrow, Alaska 71°23′15″N 156°28′52″O / 71.38750, -156.48111
    - Sur: Ka Lae, Isla de Hawái, Hawái ( 18°54′39″N 155°40′52″O / 18.91083, -155.68111 )
    - Este: Sail Rock, cerca de la costa oeste de Quoddy, Maine 44°48′54″N 66°56′52″O / 44.81500, -66.94778
    - Físicamente Este: Isla de Pascua Semisopochnoi, Alaska 51°57′40″N 179°46′29″E / 51.96111, 179.77472
    - Oeste: enarbolado la isla, en el mar del Cabo Wrangell, Isla Attu, Alaska 52°55′00″N 172°26′00″E / 52.91667, 172.43333
    - Físicamente West: Isla Amatignak, Alaska 51°16′06″N 179°09′00″O / 51.26833, -179.15000
    - Alto: Denali ( Mount McKinley ), Alaska a 6194 metros (6773,8 yd) 63°4′10″N 151°0′26″O / 63.06944, -151.00722
    - Bajo: Cuenca Badwater, Valle de la Muerte, California a −86 metros (−282,2 pies) 36°13′58″N 116°46′42″O / 36.23278, -116.77833

  - Fronteras: 12,034   km (7.477 mi)

    Canadá: 8,893 km (5,525 millas) [nota 1]
    México: 3 ,145 km (1,954 mi)
- Costa: 19,924 km (12,380 mi)

- Población de los Estados Unidos : 308,745,538 (censo 2010) - 3.er país más poblado
- Área de los Estados Unidos : 9 826 630 km² (3 794 065,6 mi²) - 4.º país más extenso
- Atlas de los Estados Unidos
- Ciudades de los Estados Unidos, por población

### Ambiente de los Estados Unidos
- Playas en los Estados Unidos
- Clima de los Estados Unidos

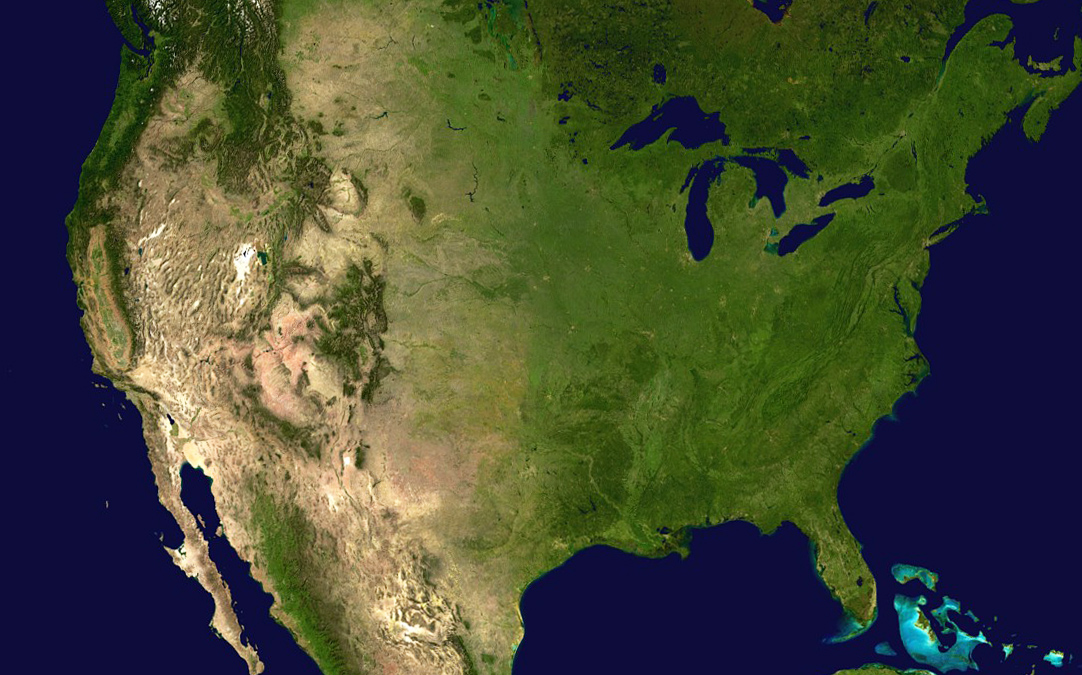
Una imagen ampliable de los Estados Unidos. Exuberante vegetación templada, subtropical y tropical y montañas bajas a moderadamente altas prevalecen en todo el este húmedo, y montañas altas, mesetas, sabanas templadas y subtropicales, y desiertos secos y calientes prevalecen en el oeste.

  - Cambio climático en los Estados Unidos
- Problemas ambientales en los Estados Unidos
- Ecorregiones en los Estados Unidos
- Energías renovables en los Estados Unidos
  - Energía geotérmica en los Estados Unidos
  - Energía solar en los Estados Unidos
  - Energía eólica en los Estados Unidos
- Geología de los Estados Unidos
  - Terremotos en los Estados Unidos
- Parques nacionales de los Estados Unidos.
- Áreas protegidas de los Estados Unidos
- Sitios superfondos en los Estados Unidos
- Fauna de los Estados Unidos
  - Flora de los Estados Unidos
  - Fauna de los Estados Unidos
    - Aves de los Estados Unidos
    - Mamíferos de los Estados Unidos
    - Reptiles de los Estados Unidos
    - Anfibios de los Estados Unidos

#### Características geográficas de los Estados Unidos
- Fiordos de los Estados Unidos
- Glaciares de los Estados Unidos
- Islas de los Estados Unidos
- Lagos de los Estados Unidos
- Picos de las montañas de los Estados Unidos
  - Las 104 cumbres principales más altas de los Estados Unidos
  - Las 129 cumbres más destacadas de los Estados Unidos
  - Las 112 cumbres principales más aisladas de los Estados Unidos
  - Cordillera de Alaska
  - Montañas Apalaches
  - Colinas Negras
  - Rango en cascada
  - Montes Ozark
  - Sierra Nevada
  - montañas Rocosas
  - Volcanes de los Estados Unidos
- Ríos de los Estados Unidos
  - Río Columbia
  - Río Colorado
  - Río Hudson
  - Río Misisipi
  - Río Misuri
  - Río Potomac
  - Río Grande
  - Río de Ohio
  - Río Delaware
  - Río Susquehanna
- Cataratas de los Estados Unidos
- Valles de los Estados Unidos
- Sitios del Patrimonio Mundial en los Estados Unidos

### Regiones de los Estados Unidos
- Costa este de los Estados Unidos
- Costa oeste de los Estados Unidos
- Cinturón de regiones de los Estados Unidos
- Nueva Inglaterra
- Atlántico medio
- El sur
- Medio oeste
- Grandes planicies
- noroeste pacífico
- Sur oeste
- Archipiélago hawaiano

#### Divisiones fisiográficas de los Estados Unidos
La geografía de los Estados Unidos varía en su inmensa área. Dentro de los Estados Unidos, existen ocho divisiones fisiográficas distintas, aunque cada una está compuesta por varias subdivisiones fisiográficas más pequeñas. Estas divisiones principales son: 
- Laurentian Upland: parte del escudo canadiense que se extiende hasta el área norteña de los Grandes Lagos de los Estados Unidos.
- Llanura atlántica: las regiones costeras de las partes este y sur incluyen la plataforma continental, la costa atlántica y la costa del golfo.
- Tierras Altas de los Apalaches : situada en el lado este de los Estados Unidos, incluye las montañas de los Apalaches, Adirondacks y la provincia de Nueva Inglaterra.
- Interior Plains: parte del interior de Estados Unidos, incluye gran parte de lo que se llama Great Plains.
- Interior Highlands: también parte del interior de Estados Unidos, esta división incluye la meseta de Ozark.
- Sistema de las Montañas Rocosas: una rama del sistema cordillerano que se encuentra tierra adentro en los estados del oeste.
- Mesetas Intermontanas: también divididas en la Meseta de Columbia, la Meseta de Colorado y la Provincia de Basin and Range, es un sistema de mesetas, cuencas, cordilleras y gargantas entre los Sistemas de Montañas Rocosas y del Pacífico. Es el escenario del Gran Cañón, la Gran Cuenca y el Valle de la Muerte.
- Sistema de montañas del Pacífico: las cadenas montañosas costeras y las características de la costa oeste de los Estados Unidos.

### Demografía de los Estados Unidos

#### Territorios de los Estados Unidos
En la Declaración de Independencia, Estados Unidos constaba de 13 estados, antiguas colonias del Reino Unido. En los años siguientes, el número de estados ha crecido constantemente debido a la expansión hacia el oeste, la conquista y compra de tierras por parte del gobierno estadounidense, y la división de los estados hasta llegar a los actuales 50 estados: 

Mapa de los Estados Unidos con las fronteras estatales. Tenga en cuenta que Alaska y Hawái se muestran a diferentes escalas, y que las Islas Aleutianas y las islas deshabitadas del noroeste de Hawái se omiten de este mapa.

| - Alabama (AL) - Alaska (AK) - Arizona (AZ) - Arkansas (AR) - California (CA) - Colorado (CO) - Connecticut (CT) - Delaware (DE) - Florida (FL) - Georgia (GA). | - Hawái'i (HI) - Idaho (ID) - Illinois (IL) - Indiana (IN) - Iowa (IA) - Kansas (KS) - Kentucky (KY) - Luisiana (LA) - Maine (ME) - Maryland (MD) | - Massachusetts (MA) - Míchigan (MI) - Minnesota (MN) - Misisipi (MS) - Misuri (MO) - Montana (MT) - Nebraska (NE) - Nevada (NV) - Nuevo Hampshire (NH) - Nueva Jersey (NJ) | - Nuevo México (NM) - Nueva York (NY) - Carolina del Norte (NC) - Dakota del Norte (ND) - Ohio (OH) - Oklahoma (OK) - Oregón (OR) - Pensilvania (PA) - Rhode Island (RI) - Carolina del Sur (SC) | - Dakota del Sur (SD) - Tennessee (TN) - Texas (TX) - Utah (UT) - Vermont (VT) - Virginia (VA) - Washington (WA) - Virginia Occidental (WV) - Wisconsin (WI) - Wyoming (WY) |

- Territorio de los Estados Unidos

Ubicación de las áreas insulares de los Estados Unidos:
Estados Unidos de América
Territorios incorporados no organizados
Territorios no incorporados organizados
Territorios no incorporados no organizados
Asociados libremente con la Commonwealth

  - Evolución territorial de los Estados Unidos.

##### Territorios organizados incorporados
- ninguno desde 1959

##### Territorios no organizados incorporados
- Atolón Palmyra

##### Territorios organizados no incorporados
- Estado Libre Asociado de Puerto Rico
- Comunidad de las Islas Marianas del Norte
- Territorio de Guam
- Territorio de las Islas Vírgenes de los Estados Unidos

##### Territorios no organizados no incorporados
- Territorio de Samoa Americana, técnicamente desorganizado, pero autónomo bajo una constitución revisada por última vez en 1967
- Isla Baker, deshabitada
- Isla Howland, deshabitada
- Isla Jarvis, deshabitada
- Atolón Johnston, deshabitado
- Kingman Reef, deshabitado
- Bajo Nuevo Bank, deshabitado (en disputa con Colombia )
- Banco Serranilla, deshabitado (en disputa con Colombia)
- Islas Midway, sin habitantes indígenas, actualmente incluidos en el Refugio Nacional de Vida Silvestre Atoll Midway
- Isla Navassa, deshabitada (reclamada por Haití )
- Wake Atoll que consiste en las Islas Peale, Wake y Wilkes,[3] sin habitantes indígenas, solo personal contratista (reclamado por las Islas Marshall )

#### Geografía de los estados y territorios.
AK - AL - AR - AZ - CA - CO - CT - DC - DE - FL - GA - HI - IA - ID - IL - IN - KS - KY - LA - MA - MD - ME - MI - MN - MO - MS - MT - NC - ND - NE - NH - NM - NV - NJ - NY - OH - OK - O - PA - RI - SC - SD - TN - TX - UT - VA - VT - WA - WI - WV - WY 
AS - GU - MP - PR - VI 

### Presidentes de los Estados Unidos
AK - AL - AR - AZ - CA - CO - CT - DC - DE - FL - GA - HI - IA - ID - IL - IN - KS - KY - LA - MA - MD - ME - MI - MN - MO - MS - MT - NC - ND - NE - NH - NM - NV - NJ - NY - OH - OK - O - PA - RI - SC - SD - TN - TX - UT - VA - VT - WA - WI - WV - WY
AS - GU - MP - PR - VI

## Historia de los Estados Unidos

La Declaración de Independencia de John Trumbull generalmente se identifica incorrectamente como una representación de la firma de la Declaración de Independencia, pero en realidad muestra al comité de redacción presentando su trabajo al Congreso.

Un mapa de la evolución territorial de los Estados Unidos.

### Período de cobertura
- Prehistoria de los Estados Unidos
- Era precolombina
- Período colonial
- 1776 a 1789
- 1789 a 1849
- 1849 a 1865
- 1865 a 1918
- 1918 a 1945
- 1945 a 1964
- 1964 a 1980
- 1980 a 1991
- 1991 a 2008
- 2008 al presente

### Presidentes de los Estados Unidos
- George Washington: 1789–1797
- John Adams: 1797–1801
- Thomas Jefferson: 1801–1809
- James Madison: 1809–1817
- James Monroe: 1817–1825
- John Quincy Adams: 1825–1829
- Andrew Jackson: 1829–1837
- Martin Van Buren: 1837–1841
- William Henry Harrison: 1841
- John Tyler: 1841–1845
- James K. Polk: 1845–1849
- Zachary Taylor: 1849–1850
- Millard Fillmore: 1850–1853
- Franklin Pierce: 1853–1857
- James Buchanan: 1857–1861
- Abraham Lincoln: 1861–1865
- Andrew Johnson: 1865–1869
- Ulysses S. Grant: 1869–1877
- Rutherford B. Hayes: 1877–1881
- James A. Garfield: 1881
- Chester A. Arthur: 1881–1885
- Grover Cleveland: 1885–1889
- Benjamin Harrison: 1889–1893
- Grover Cleveland: 1893–1897
- William McKinley: 1897–1901
- Theodore Roosevelt: 1901–1909
- William H. Taft: 1909–1913
- Woodrow Wilson: 1913–1921
- Warren G. Harding: 1921–1923
- Calvin Coolidge: 1923–1929
- Herbert Hoover: 1929–1933
- Franklin D. Roosevelt: 1933–1945
- Harry S. Truman: 1945–1953
- Dwight D. Eisenhower: 1953–1961
- John F. Kennedy: 1961–1963
- Lyndon B. Johnson: 1963–1969
- Richard M. Nixon: 1969–1974
- Gerald Ford: 1974–1977
- Jimmy Carter: 1977–1981
- Ronald Reagan: 1981–1989
- George H. W. Bush: 1989–1993
- Bill Clinton: 1993–2001
- George W. Bush: 2001–2009
- Barack Obama: 2009–2017
- Donald Trump: 2017–present

## Gobierno y política en los Estados Unidos
- Forma de gobierno : presidencial, república federal
- Capital (política) de los Estados Unidos: Washington D. C.
  - Lista de capitales
- Bandera de los estados unidos
- Partidos políticos en los Estados Unidos
- Elecciones en los Estados Unidos
- Derechos de voto en los Estados Unidos
- Lista de partidos políticos en los Estados Unidos
  - partido Democrático
    - Historia del Partido Demócrata de los Estados Unidos

  - partido Republicano
    - Historia del Partido Republicano de los Estados Unidos

  - Fiesta verde
  - Partido independiente
  - Partido libertario
  - Fiesta de reforma
  - Partido de la constitución
  - Partido Socialista Estados Unidos
- Divisiones políticas de los Estados Unidos
- Política canadiense y estadounidense comparada
- Política del sur de los Estados Unidos

### Gobierno federal
- Constitución de los Estados Unidos

#### Poder Legislativo
- Congreso de los Estados Unidos
  - Senado de los Estados Unidos

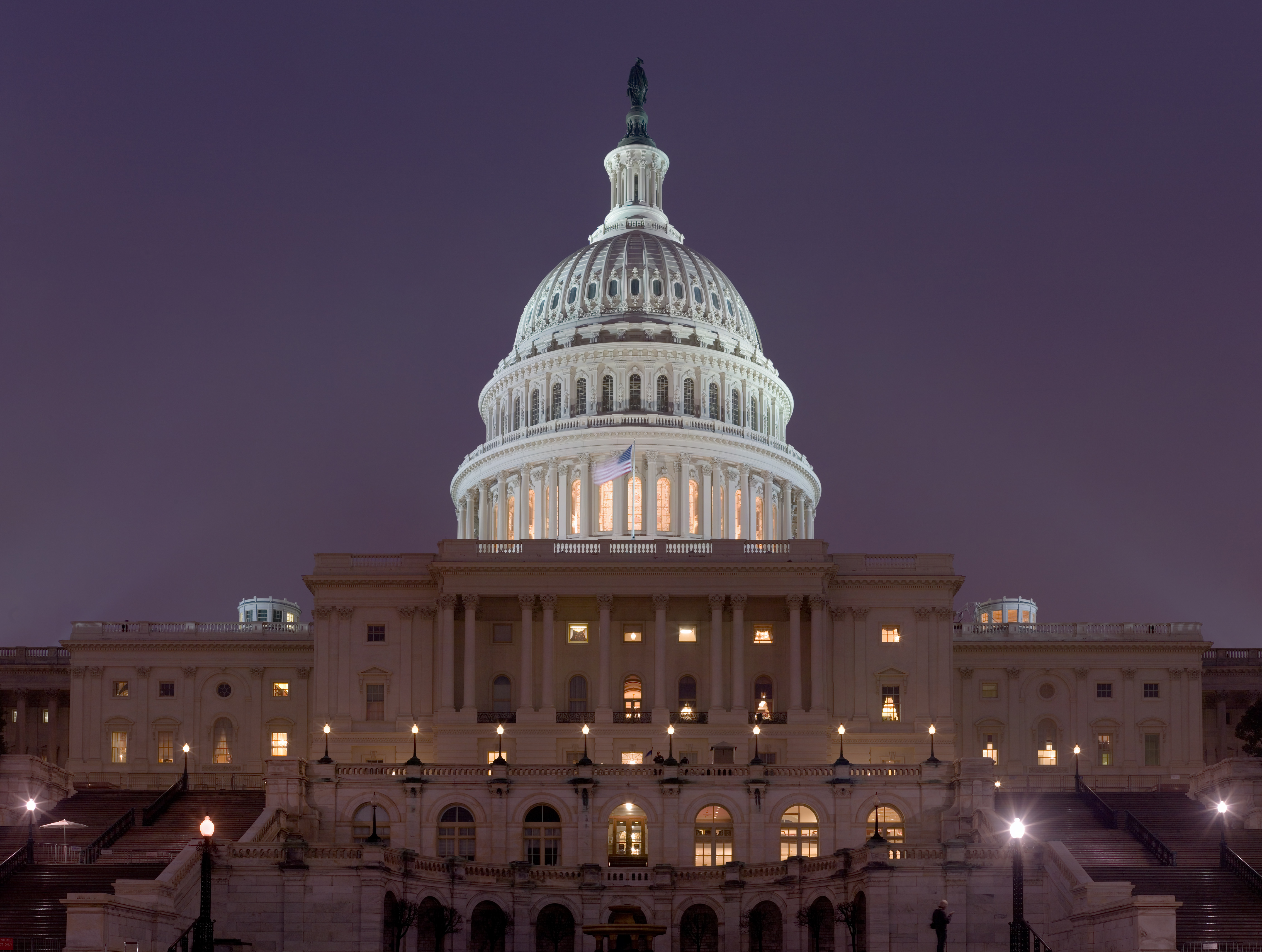
El capitolio de los Estados Unidos

    - Presidente pro tempore del Senado de los Estados Unidos

  - Cámara de representantes de los Estados Unidos
    - Presidente de la Cámara de Representantes de los Estados Unidos

#### Rama ejecutiva

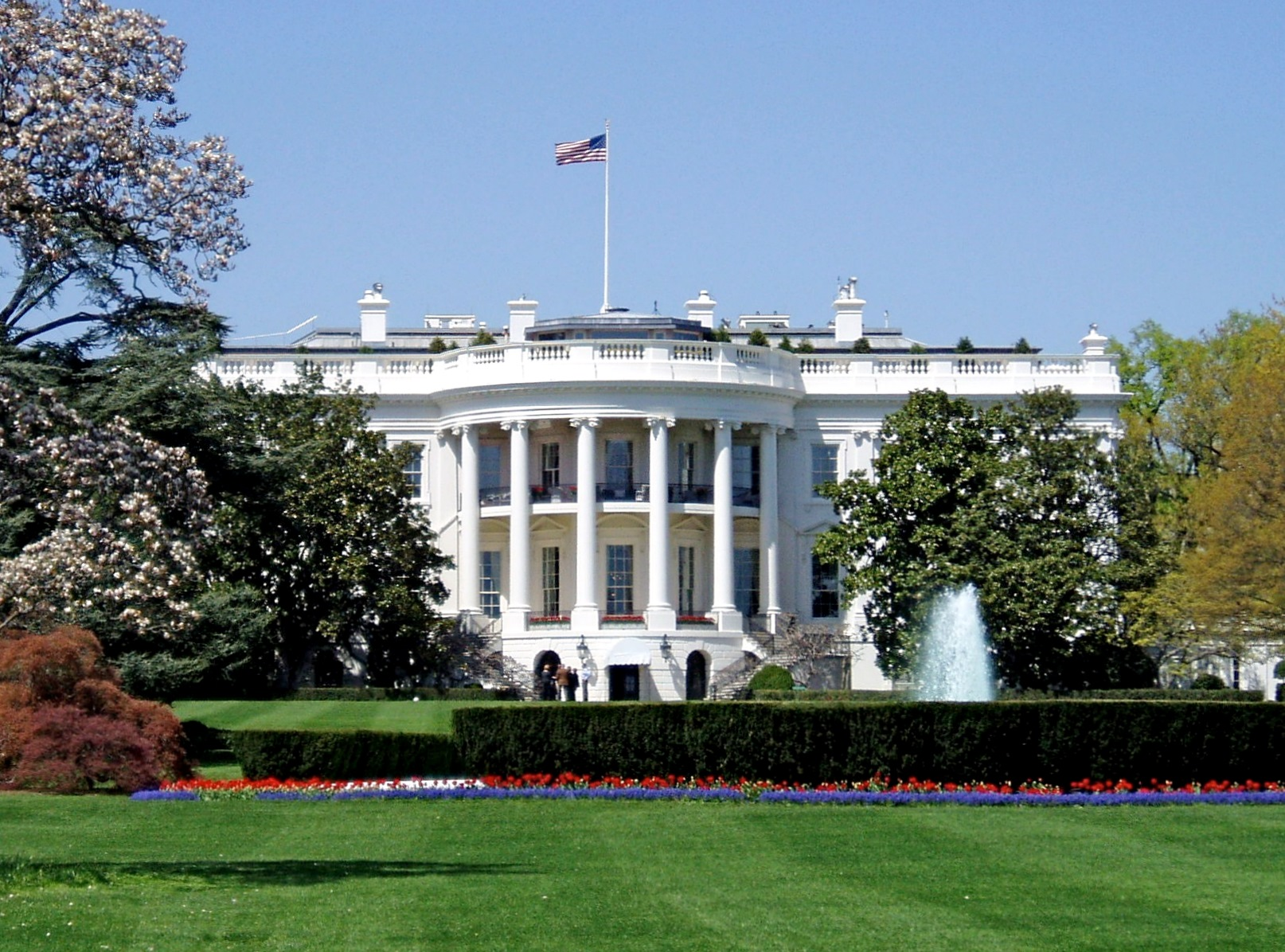
La casa blanca

- Jefe de Estado y Jefe de Gobierno : presidente de los Estados Unidos, Donald Trump (45.º) 
  - Vicepresidente de los Estados Unidos, Mike Pence (48)

##### Departamentos ejecutivos federales
Todos los departamentos se enumeran por su nombre actual. El orden de sucesión se aplica solo dentro del gabinete; el vicepresidente siempre ha sido el primero en la línea de sucesión, y el presidente de la Cámara y el presidente del comité del Senado a veces han sido incluidos. 
| Departamento                         | Creación                             | Orden de sucesión                    | Modificaciones desde la creación                                                 | Presupuesto de 2007 en miles de millones de dólares | Empleados (2007) |
| ------------------------------------ | ------------------------------------ | ------------------------------------ | -------------------------------------------------------------------------------- | --------------------------------------------------- | ---------------- |
| Estado                               | 1789                                 | 1                                    | Inicialmente llamado "Departamento de Asuntos Exteriores"                        | 9,96                                                | 30,266           |
| Tesorería                            | 1789                                 | 2                                    |                                                                                  | 11.10                                               | 115,897          |
| Defensa                              | 1947                                 | 3                                    | Inicialmente llamado "Establecimiento Militar Nacional"                          | 439,30                                              | 3,000,000        |
| Justicia                             | 1870                                 | 4                                    | Puesto de fiscal general creado en 1789, pero no tuvo departamento hasta 1870    | 23.40                                               | 112,557          |
| Interior                             | 1849                                 | 5                                    |                                                                                  | 10.70                                               | 71,436           |
| Agricultura                          | 1889                                 | 6                                    |                                                                                  | 77,60                                               | 109,832          |
| Comercio                             | 1903                                 | 7                                    | Originalmente llamado Comercio y Trabajo; Trabajo luego separado                 | 6.20                                                | 36,000           |
| Labor                                | 1913                                 | 8                                    |                                                                                  | 59,70                                               | 17,347           |
| salud y Servicios Humanos            | 1953                                 | 9                                    | Originalmente llamado Salud, Educación y Bienestar; La educación luego se separó | 543,20                                              | 67,000           |
| Vivienda y desarrollo urbano         | 1965                                 | 10                                   |                                                                                  | 46,20                                               | 10,600           |
| Transporte                           | 1966                                 | 11                                   |                                                                                  | 58,00                                               | 58,622           |
| Energía                              | 1977                                 | 12                                   |                                                                                  | 21,50                                               | 116,100          |
| Educación                            | 1979                                 | 13                                   |                                                                                  | 62,80                                               | 4,487            |
| Asuntos de los veteranos             | 1989                                 | 14                                   |                                                                                  | 73,20                                               | 235,000          |
| Seguridad nacional                   | 2002                                 | 15                                   |                                                                                  | 44,60                                               | 208,000          |
| Presupuesto total (año fiscal 2007): | Presupuesto total (año fiscal 2007): | Presupuesto total (año fiscal 2007): |                                                                                  | 1.523,42                                            | 4,193,144        |

#### Rama Judicial

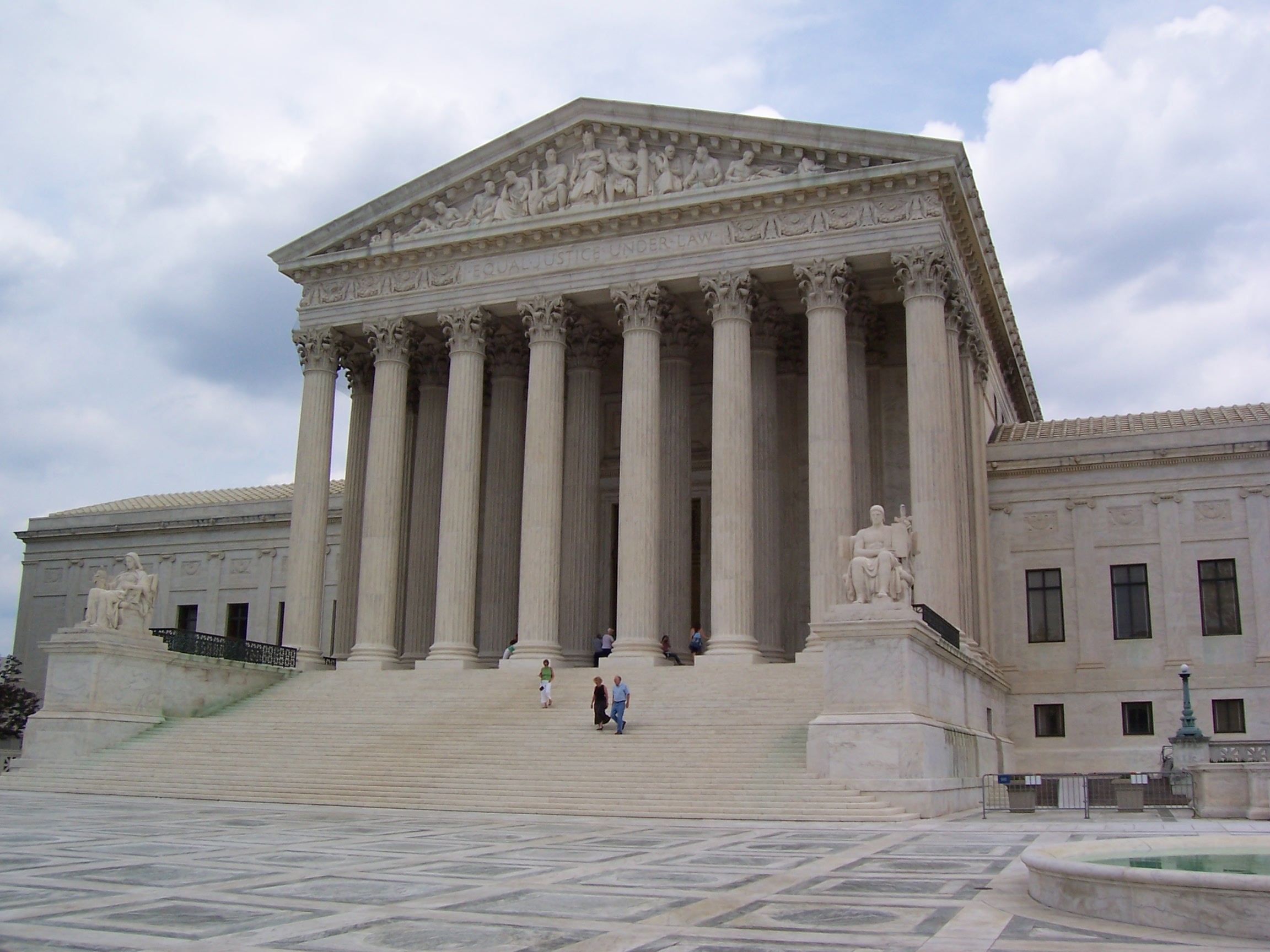
El edificio de la Corte Suprema de los Estados Unidos

- Tribunales federales de los Estados Unidos
  - Tribunal Supremo de los Estados Unidos
    - Jefe de justicia de los Estados Unidos

  - Tribunal de apelaciones de los Estados Unidos
  - Tribunal de distrito de los Estados Unidos

### Política de los estados y territorios.
AK - AL - AR - AZ - CA - CO - CT - DC - DE - FL - GA - HI - IA - ID - IL - IN - KS - KY - LA - MA - MD - ME - MI - MN - MO - MS - MT - NC - ND - NE - NH - NM - NV - NJ - NY - OH - OK - O - PA - RI - SC - SD - TN - TX - UT - VA - VT - WA - WI - WV - WY
AS - GU - MP - PR - VI 

### Relaciones Extranjeras
- Política exterior de los Estados Unidos

#### Membresía de organizaciones internacionales
- Estado miembro del Grupo de Veinte Ministros de Hacienda y Gobernadores del Banco Central
- Estado miembro de la Organización del Tratado del Atlántico Norte
- Estado miembro de la Organización de los Estados Americanos
- Estado miembro de las Naciones Unidas
- Miembro de la Organización Mundial de la Salud.
- Miembro de la Organización Mundial del Movimiento Scout
- Federación Mundial de Veteranos

### Militar
- Armada de Estados Unidos

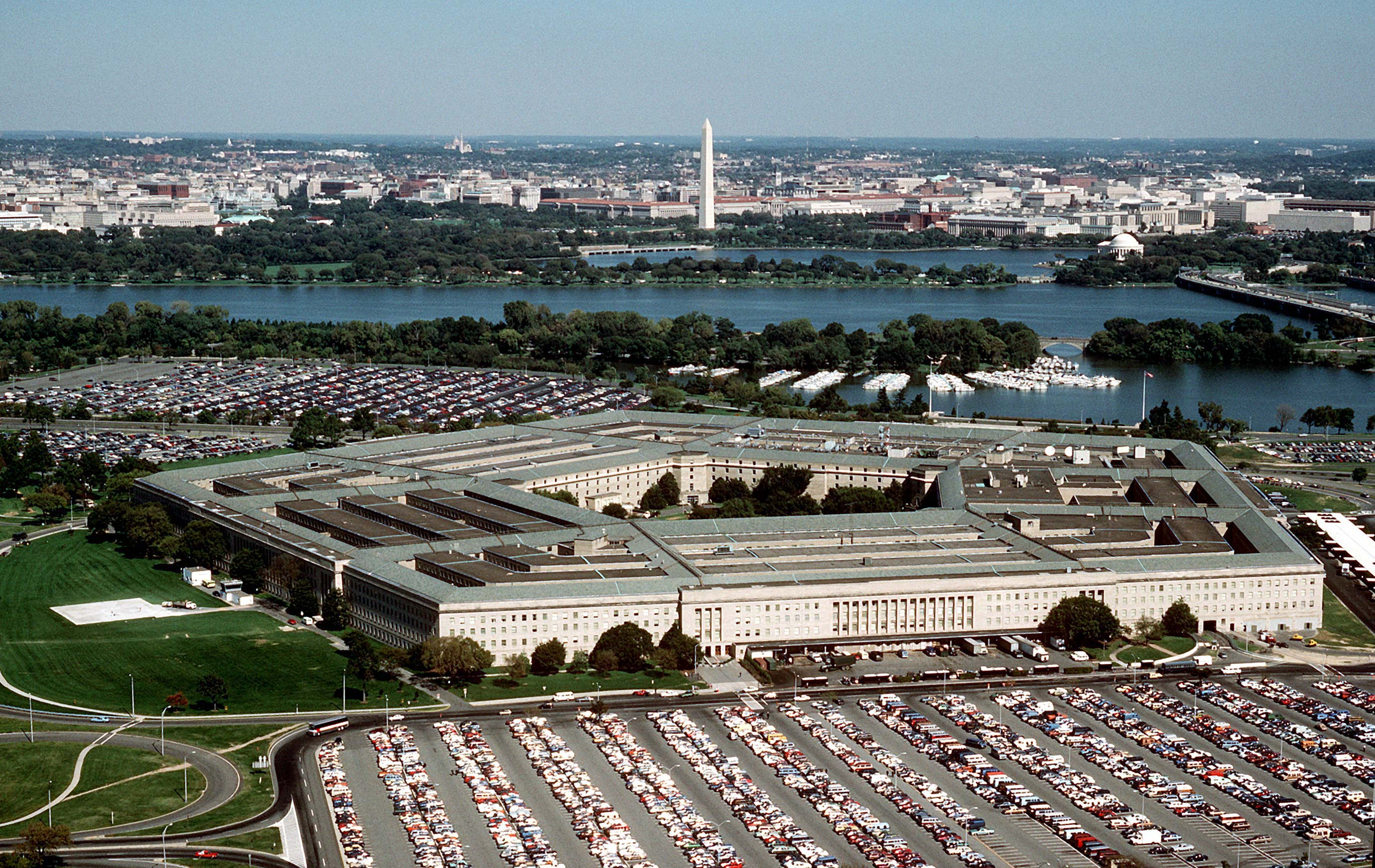
El Pentágono

  - Reserva del ejército de los Estados Unidos
  - Guardia Nacional del ejército
- Cuerpo de Marines de los Estados Unidos
  - Reserva del Cuerpo de Marines de los Estados Unidos
- Marina de Estados Unidos
  - Reserva de la Marina de los Estados Unidos
- Fuerza Aérea de los Estados Unidos
  - Comando de Reserva de la Fuerza Aérea
  - Guardia Nacional Aérea
- Fuerza Espacial de los Estados Unidos
- Guardacostas de los Estados Unidos
  - Reserva de la Guardia Costera de los Estados Unidos

### Organizaciones de inteligencia
- Agencia Central de Inteligencia
- Vigésima quinta fuerza aérea

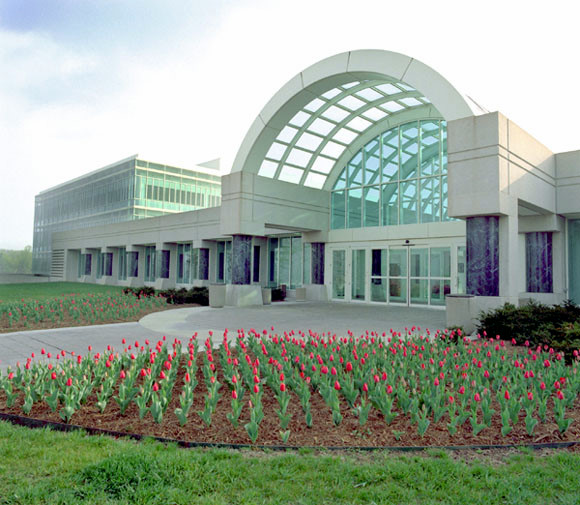
Sede de la Agencia Central de Inteligencia

- Inteligencia militar del ejército de los Estados Unidos
- Agencia de inteligencia de defensa
- Actividad de inteligencia del Cuerpo de Marines
- Agencia Nacional de Inteligencia Geoespacial
- Oficina de reconocimiento nacional
- Agencia de Seguridad Nacional
- Oficina de Inteligencia Naval
- Inteligencia de la Guardia Costera
- Oficina Federal de Investigaciones
- Administración para el Control de Drogas
- Oficina de Inteligencia e Investigación
- Oficina de Inteligencia y Análisis
- Oficina de Terrorismo e Inteligencia Financiera
- Oficina de Inteligencia y Contrainteligencia

## Cultura de los Estados Unidos
- Humor americano
- Estructura familiar americana
- Idiomas de los Estados Unidos
  - inglés americano
- Símbolos nacionales de los Estados Unidos
- Religión en los Estados Unidos
- Sociedad de los Estados Unidos
- Sitios del Patrimonio Mundial en los Estados Unidos

### Cocina americana

#### Cocina histórica
- Cocina china americana
- Cocina cajún
- Cocina italoestadounidense
- Cocina criolla de Luisiana
- Cocina del medio oeste
- Cocina nativa americana
- Cocina sureña
- Cocina del sudoeste
- Cocina Tex-Mex

#### Cocina de las regiones
- Cocina del suroeste de los Estados Unidos
- Cocina del Medio Atlántico de los Estados Unidos
- Cocina del medio oeste de los Estados Unidos
- Cocina del noreste de los Estados Unidos
- Cocina del sur de los Estados Unidos
- Cocina del oeste de los Estados Unidos

### Arte en los Estados Unidos
- Literatura americana
  - Novelistas americanos
  - Gran novela americana
- Museos en los Estados Unidos
- Música de los Estados Unidos
- Teatro de los Estados Unidos
  - Dramaturgos estadounidenses
- Televisión en los Estados Unidos
- Artes visuales de los Estados Unidos.
  - Andy Warhol

#### Película
- Cine de los Estados Unidos
- premio de la Academia
- Premio Globo de Oro
- Películas más taquilleras
- Productoras de cine

#### Música en los Estados Unidos
- Artistas musicales más vendidos
- Salón de la fama del rock and roll

##### Géneros
- Rock alternativo
- Americana
- Música Bluegrass
- Blues
- Música cristiana contemporánea
- La música country
- Música folk
- Música góspel
- Punk hardcore
- Metal pesado
- Hip hop
- Jazz
- Punk rock
- Música R&B
- La música rock
- Música soul

#### Radio
- National Association of Broadcasters
- NAB Broadcasting Hall of Fame

### Deportes en los Estados Unidos
- Fútbol en los Estados Unidos
- Béisbol en los Estados Unidos
- Little League Baseball
- El automovilismo en los Estados Unidos
- Fútbol en los Estados Unidos
  - Fútbol femenino en los Estados Unidos
- Estadios en los Estados Unidos

#### Lista de las principales ligas deportivas en los Estados Unidos
- Major League Baseball (MLB)
- Asociación Nacional de Baloncesto (NBA)
- Liga Nacional de Fútbol (NFL)
- Liga Nacional de Hockey (NHL)
- Major League Soccer (MLS)

##### Otras ligas y series de alto nivel
- Serie IndyCar
- Legends Tour : para golfistas femeninas de 45 años o más
- LPGA Tour (Asociación de golf profesional de damas)
- Major League Lacrosse (MLL)
- Major League Rugby (MLR) - unión de rugby
- NASCAR (Asociación Nacional de Stock Car Auto Racing) 
  - Serie de la Copa NASCAR
- Liga Nacional de Lacrosse (NLL)
- Liga Nacional de Fútbol Femenino (NWSL)
- PGA Tour
- PGA Tour Champions : para golfistas masculinos de 50 años o más
- Jinetes profesionales de toros (PBR)
- Asociación Profesional de Vaqueros de Rodeo (PRCA)
- Sports Car Club of America (SCCA)
- Asociación Nacional de Baloncesto Femenino (WNBA)

##### Ligas y series profesionales menores y de desarrollo
- Liga Americana de Hockey (AHL)
- Asociación Americana de Fútbol Sala (AIFA)
- Liga Nacional Americana de Rugby (AMNRL)
- Liga Continental de Fútbol Sala (CIFL)
- ECHL (anteriormente Liga de Hockey de la Costa Este)
- Korn Ferry Tour - golf masculino
- Liga Menor de Béisbol
- Liga Nacional de Arenas
- NBA G League
- Asociación profesional de hockey en línea (PIHA)
- Rugby Super League (RSL)
- Symetra Tour - golf femenino
- United Indoor Football (UIF)
- Liga Australiana de Fútbol de los Estados Unidos (USAFL)
- Serie Xfinity - NASCAR

##### Deportes universitarios
- Béisbol universitario
- Futbol universitario
- Hockey sobre hielo universitario
- Lacrosse de la universidad
- Fútbol universitario
- Softbol universitario
- Lucha colegiata
- Beca deportiva
- Reclutamiento universitario
- Asociación Nacional de Atletismo Colegiado (NCAA) 
  - Lista de conferencias de la NCAA
  - NCAA División I
    - Subdivisión de la NCAA Division I Football Bowl

  - NCAA División II
  - NCAA División III

- Professional Golfers' Association of America (PGA of America)
- United States of America Cricket Association (USACA)
- United States Golf Association (USGA)
- United States Olympic & Paralympic Committee (USOPC)
- United States Soccer Federation (U.S. Soccer)
- United States Tennis Association (USTA)
- USA Basketball
- USA Rugby – governs rugby union
- USA Track and Field

### Turismo en los Estados Unidos
- El mundo de Walt Disney
- Hollywood
- Estaciones de esquí